# چدینگتون
چدینگتون (به انگلیسی: Cheddington) یک روستا و محله مدنی در بریتانیا است که در الزبری ول واقع شده‌است. چدینگتون ۱٬۷۵۴ نفر جمعیت دارد.